# Дубечно
Дубечно (пол. Dubeczno) — село в Польщі, у гміні Ганськ Володавського повіту Люблінського воєводства.
Населення — 1041 особа (2011).

## Демографія
Демографічна структура станом на 31 березня 2011 року:
|          | Загалом | Допрацездатний вік | Працездатний вік | Постпрацездатний вік |
| -------- | ------- | ------------------ | ---------------- | -------------------- |
| Чоловіки | 502     | 101                | 350              | 51                   |
| Жінки    | 539     | 103                | 303              | 133                  |
| Разом    | 1041    | 204                | 653              | 184                  |